# E3 Prijs Harelbeke 1975
L'E3 Prijs Harelbeke 1975, diciottesima edizione della corsa, si svolse il 22 marzo su un percorso di 226 km, con partenza ed arrivo a Harelbeke. Fu vinta dal belga Frans Verbeeck della squadra Maes Pils-Watney davanti al connazionale Freddy Maertens e all'olandese Cees Bal.

## Ordine d'arrivo (Top 10)
| Pos. | Corridore                | Squadra                        | Tempo    |
| ---- | ------------------------ | ------------------------------ | -------- |
| 1    | Frans Verbeeck           | Maes Pils-Watney               | 5h55'00" |
| 2    | Freddy Maertens          | Carpenter-Confortluxe-Flandria | s.t.     |
| 3    | Cees Bal                 | Gan-Mercier-Hutchinson         | s.t.     |
| 4    | Ronald De Witte          | Carpenter-Confortluxe-Flandria | a 5'14"  |
| 5    | Gerben Karstens          | Gitane-Campagnolo              | s.t.     |
| 6    | Jan Raas                 | Ti-Raleigh                     | s.t.     |
| 7    | Luc D'Hondt              | Maes Pils-Watney               | s.t.     |
| 8    | Guido Van Sweevelt       | Maes Pils-Watney               | s.t.     |
| 9    | Marc Demeyer             | Carpenter-Confortluxe-Flandria | s.t.     |
| 10   | Herman Van Der Slagmolen | Brooklyn                       | s.t.     |